# Pseudomyrmex subater
Pseudomyrmex subater é uma espécie de formiga do género Pseudomyrmex, subfamilia Pseudomyrmecinae. Esta espécie foi descrita cientificamente por Wheeler em 1914.

## Distribuição
Encontra-se em Cuba, República Dominicana, Equador, Antillas Maiores, Guatemala, Haiti, México, Paraguai e Trinidad e Tobago.